# Judgment Night (album)
Judgment Night (Music from the Motion Picture) – ścieżka muzyczna filmu "Sądna noc", wydana 14 września 1993 roku. Każda piosenka na albumie jest kolaboracją zespołu rockowego z artystą lub grupą hip-hopową.
Pomysłodawcą albumu był Happy Walters, menedżer grup Cypress Hill i House Of Pain i założyciel wytwórni muzycznej Immortal Records. 
Według Jarosława Szubrychta, płyta miała znaczące, formacyjne znaczenie dla polskiej sceny hip-hopowej, a jako inspirację wymieniają go m.in. Sokół i Fisz. Utwory z „Judgment Night” wykorzystał również poeta i tłumacz Krzysztof Bartnicki w książce „Garutko sobotniej ropy”.

## Lista utworów
1. "Just Another Victim" (Helmet & House of Pain) - 4:23
2. "Fallin'" (Teenage Fanclub(inne języki) & De La Soul) - 4:28
3. "Me, Myself & My Microphone" (Living Colour & Run D.M.C.) - 3:10
4. "Judgment Night" (Biohazard & Onyx) - 4:35
5. "Disorder" (Slayer & Ice-T) - 4:58
6. "Another Body Murdered" (Faith No More & Boo-Yaa T.R.I.B.E.(inne języki)) - 4:24
7. "I Love You Mary Jane" (Sonic Youth & Cypress Hill) - 3:52
8. "Freak Momma" (Mudhoney & Sir Mix-a-Lot) - 4:00
9. "Missing Link" (Dinosaur Jr & Del the Funky Homosapien) - 3:59
10. "Come & Die" (Therapy? & Joe Fatal) - 4:27
11. "Real Thing" (Pearl Jam & Cypress Hill) - 3:33